# François Lucas
François Lucas  fue un escultor francés, nacido el año 1736 en Toulouse y fallecido el 1813 en la misma ciudad.

## Datos biográficos
Hijo del escultor Pierre Lucas, fue alumno y después profesor en la Academia de las Artes de Toulouse (fr), entre 1764 y 1791.
Sucedió en 1785 a Pierre Rivalz como dibujante en la academia de las ciencias de Toulouse (fr).
Son obra suya los bajorrelieves de los Ponts-Jumeaux (puentes gemelos), realizados entre 1773 y 1775 en Toulouse, así como el altar mayor de la Iglesia de San Pedro de los Cartujos de Toulouse (fr- 43°36′16″N 1°26′12″E / 43.60444, 1.43667) esculpido entre 1780 y 1785. Fue igualmente el autor de las decoraciones escultóricas del Castillo de Saint-Élix-le-Château (fr - 43°16′41″N 1°08′11″E / 43.27806, 1.13639) en su mayor parte desaparecidas en la actualidad. Una gran parte de su obra está reunida en el Museo de los Agustinos de Toulouse.

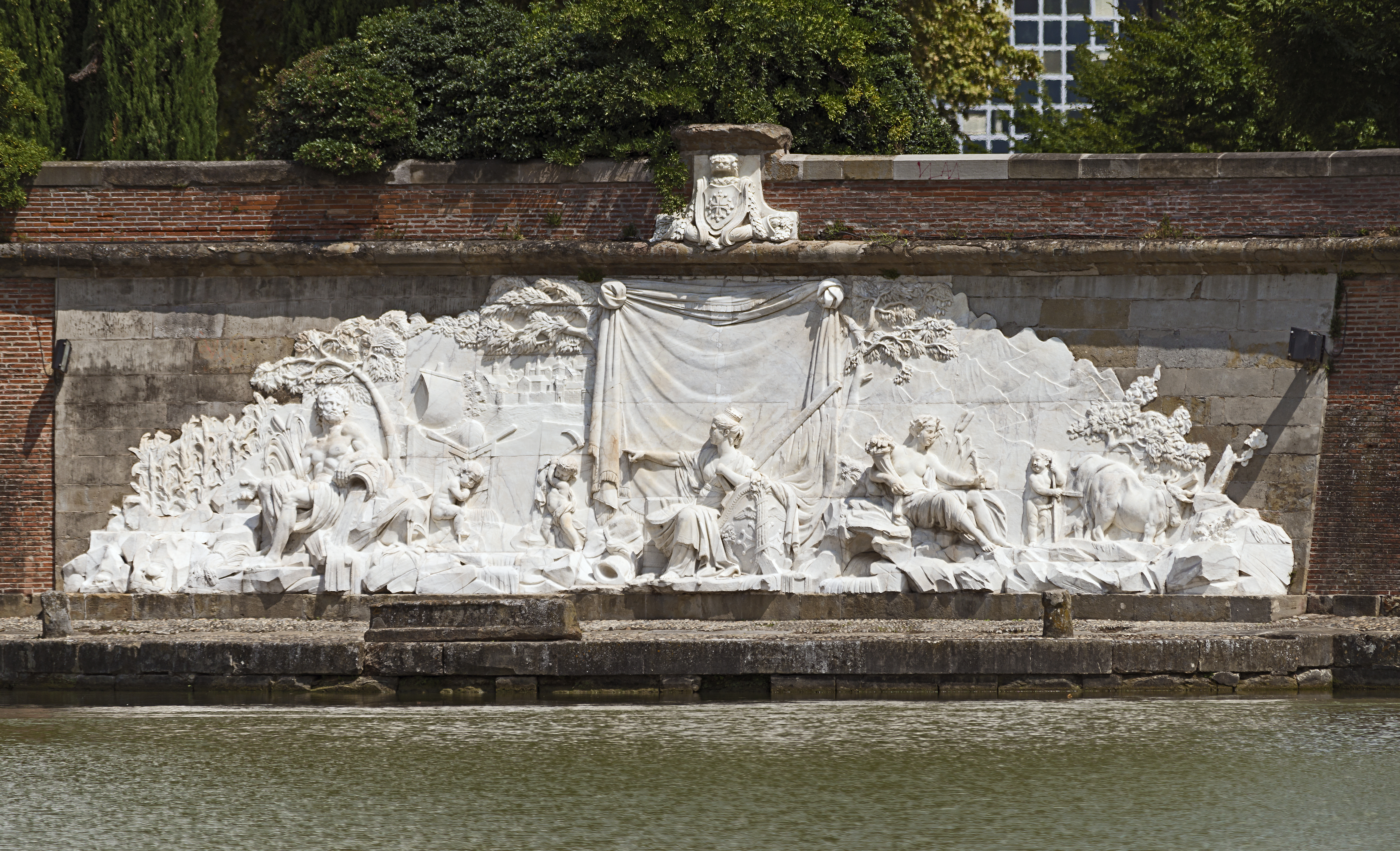
Relive de Lucas en los Puentes Gemelos de Toulouse.
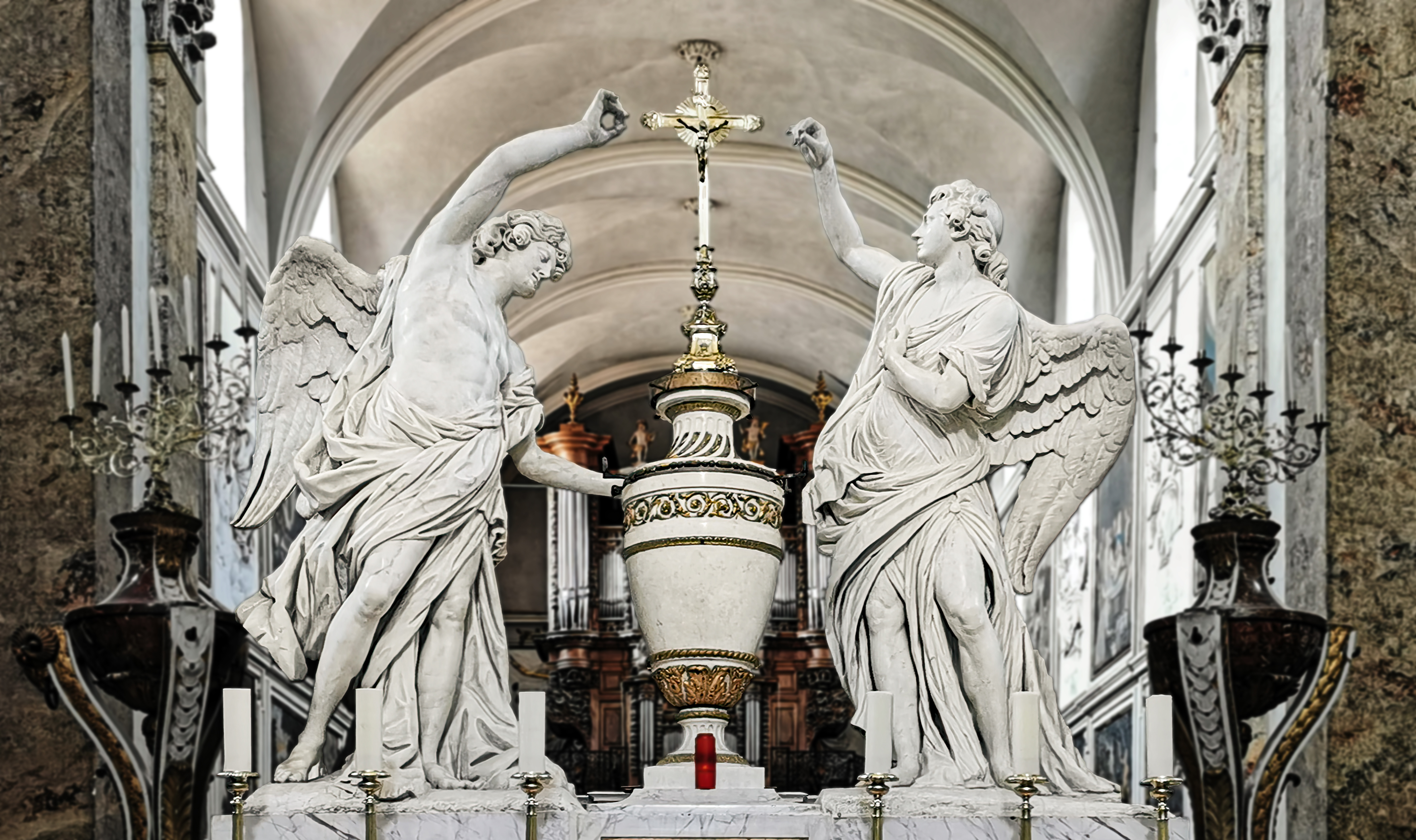
Altar mayor de Saint-Pierre des Chartreux
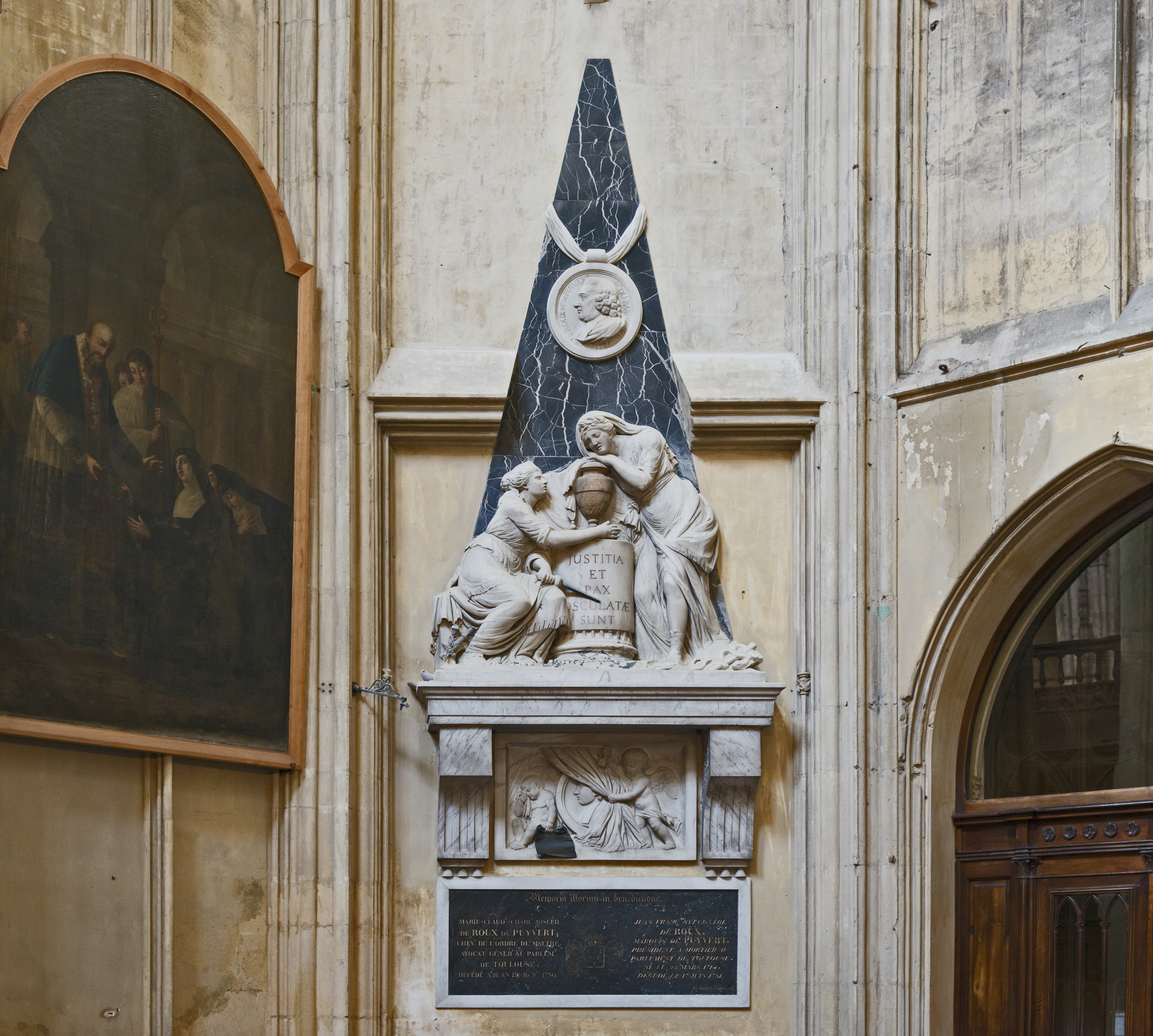
Cenotafio en la catedral de San Esteban(Toulouse)